# Волков, Александр Александрович (бывший епископ)
Алекса́ндр Алекса́ндрович Во́лков (в монашестве Па́вел; род. 1888, Нижегородская губерния — после 1952) — снявший сан единоверческий епископ Русской православной церкви, бывший епископ Керженский, викарий Нижегородской епархии.

## Биография
Родился в 1888 году в крестьянской семье. Первоначальное духовное образование получил в Нижегородском духовном училище, а затем в Нижегородской духовной семинарии. Кроме того, ему одновременно удалось сдать дополнительные экзамены на аттестат зрелости в светской гимназии.
Продолжил образование на философском факультете Московского университета. Не окончив его, в 1912 году перешёл в Московскую духовную академию.
28 июня 1914 года, на третьем курсе академии, принял монашеский постриг с именем Павел, 5 июля того же года состоялось его рукоположение в иеродиакона, а 31 мая 1915 года — в иеромонаха.
В 1916 году окончил Московскую духовную академию со степенью степени кандидата богословия, с причислением к первому разряду и предоставлением им права на получение степени магистра богословия без новых устных испытаний. Оставлен в академии профессорским стипендиатом. В том же году он удостоился своей первой награды — набедренника.
После революции вернулся к себе на родину, в Нижегородскую епархию. Служил на приходе отца, которому помогал осуществлять различные требы.
Но в 1918 году его, вместе с другими молодыми пастырями, большевики призвали служить в рабочий дисциплинарный батальон, сформированный в Нижнем Новгороде, где он провел два месяца.
8 января 1919 года, по указу Нижегородского епархиального совета, согласно резолюции архиепископа Евдокима (Мещерского), священноинок Павел (Волков) был назначен единоверческим священником к Ильинской церкви в селе Мухино Семеновского уезда. К этому времени в Нижегородской епархии насчитывалось уже 20 единоверческих приходов.
Во время начавшейся обновленческой смуты епископ Павел примкнул к обновленцам, поддержав своего правящего архиерея Евдокима (Мещерского), подписавшего «Меморандум трёх» от 16 июня 1922 года.
30 июля 1922 года в Ильинском храме села Бор был рукоположён во епископа Керженского, единоверческого викария Нижегородской епархии. Хиротонию по древнему единоверческому чину совершали викарии Нижегородские: епископ Печерский Варнава (Беляев) и епископ Павловский Александр (Похвалинский).
Был одним из первых, кто поддержал назначенного обновленческим Высшим церковным управлением на Нижегородскую кафедру архиепископа Иоанна (Альбинского).
Вполне естественно, что ранее подчинявшиеся ему единоверческие приходы стали отказываться от его пастырского руководства. Так, 23 февраля 1923 года прихожане единоверческой церкви села Малое Мурашкино обратились к патриарху Тихону с прошением, где писали: «…мы не желаем быть раскольниками-живяками с православной церковью, епископ Павел не считает православную церковь за едину с единоверческой, а еретической… Епископ Павел, который по словам Нижегородского Епархиального Управления внес не мир и согласие в Христову Церковь, а ссоры и вражду и нестроение, с определённым желанием вести Единоверческие Церкви не по пути вселенского православия, а по пути раскола с одной стороны, а с другой стороны говорит что Тихона всякая церковь на краю обрыва…».
20 марта того же года в селе Бор Нижегородской губернии под председательством епископа Керженского Павла состоялось собрание 37 представителей 21 единоверческого прихода для выработки отношение единоверцев к ВЦУ, выяснения положение единоверия среди церковных групп и его отношение к предстоящему обновленческому Поместному собору. Единоверцы высказали довольно жёсткую позицию, подчеркнув своё нахождение на Соборе «ненужным и даже неуместным». Спустя две недели на епархиальном съезде единоверцев на Нижегородчине устами епископа Керженского Павла ВЦУ названо ещё и «неканоническим учреждением».
По некоторым сведениям, в августе 1923 года был принят патриархом Тихоном, который позже признал законность его хиротонии.
Однако все документы, свидетельствующие о вхождении епископа Павла в юрисдикцию Патриарха Тихона датированы 1924 годом.
25 сентября того же года вместе с обновленческим архиепископом Евдокимом (Мещерским) принимал участие в поставлении Александра (Щукина) (будущего священномученика) на Лысковскую кафедру.
В октябре 1923 года был назначен на Вологодскую кафедру, но назначение вскоре было отменено.
По-видимому, хотел объединить под своим управлением все единоверческие приходы России. Позднее он писал, что патриарх Тихон не видел никакого препятствия для подобных планов. 20 февраля 1924 года в ведение епископа Павла были переведены все единоверческие приходы Нижегородской епархии, Никольский собор Ленинграда, некоторые другие единоверческие храмы Ленинграда. Резолюцией патриарха Тихона от 10 (23) августа 1924 года:

благословляется Преосвященному Павлу епископу Керженскому иметь духовное попечение и управление единоверческими приходами, которые к нему обратятся, и для блага Церкви непосредственно сноситься с Патриархом всея России, на правах ставропигиального, ибо нуждою времени и препятствиями в соблюдении точности не должны стесняемы быть пределы управления (37 правило 6-го Вселенского собора)

В 1927 году был участником III Всероссийского единоверческого съезда в Нижнем Новгороде, на котором был избран его председателем.
В декабре 1927 года община Никольского собора (как и приходы других единоверческих храмов Ленинграда) во главе со своим настоятелем протоиереем Алексием Шелепиным присоединилась к иосифлянам. В связи с этим епископ Павел написал послание на имя настоятеля ленинградской единоверческой Сретенской, на Волковом кладбище, церкви с увещеванием отделившихся от митрополита Сергия (Страгородского). Это архипастырское послание было оглашено перед прихожанами в начале 1929 года.
В конце того же года добровольно снял с себя сан, лично вручив свою панагию заместителю Патриаршего местоблюстителя митрополиту Сергию (Страгородскому).
Арестован 31 января 1930 года и 16 марта 1930 года приговорён по ст. 58-10 к десяти годам концлагерей.
После ссылки женился, говорил, что ушёл из духовного звания, чтобы сохранить веру — боялся, что не выдержит в ссылке. Обращался к патриарху Алексию I после 1945 года с просьбой вернуть ему сан — он был вдовец. Патриарх сказал, что у него есть сын и прежде его надо поставить на ноги, а потом говорить о возвращении. Ослеп.
После войны состоял на хозяйственных должностях при Ярославском архиерейском доме.
Был жив 24 июня 1952 года, дата кончины неизвестна.
В 2008 году в № 7 журнала Богословский вестник были опубликован материал: «Из наследия выпускника Московской Духовной Академии иеромонаха (впоследствии единоверческого епископа) Павла (Волкова)» (вступительная статья, публикация текста и примечания игум. Андроника (Трубачёва) и В. Л. Шленова), куда вошли его воспоминания о времени, проведённом в МДА и десять писем, адресованных Павлу Флоренскому. Тексты иеромонаха Павла (Волкова) повествуют о таких деталях учебной и повседневной жизни МДА, о которых, пожалуй, невозможно узнать из других источников. Кроме того, иеромонах Павел писал о личностях, коим было суждено сыграть важную роль в дальнейшей истории Русской церкви: епископ Феодор (Поздеевский), священномученик Иларион (Троицкий), архиепископ Варфоломей (Ремов), епископ Варнава (Беляев) и многие другие. Некоторые субъективные высказывания мемуариста удачно оттеняются примечаниями публикаторов.